# General Public
General Public est un groupe britannique formé en 1983 par deux anciens membres du groupe de ska The Beat, Dave Wakeling et Ranking Roger, qui ont rassemblé autour d'eux des musiciens issus des groupes The Specials, Dexys Midnight Runners et The Clash.
Séparé en 1987, General Public se reforme brièvement entre 1994 et 1995. Il connaît le succès en dehors du Royaume-Uni, notamment aux États-Unis et au Canada avec l'album ...All the Rage et le single Tenderness en 1984-1985, ainsi qu'avec la reprise des Staple Singers, I'll Take You There en 1994.

## Histoire du groupe
En 1983, le groupe de ska The Beat se sépare. Ses deux chanteurs, Dave Wakeling et Ranking Roger, décident de continuer à jouer ensemble et forment aussitôt General Public en recrutant l'ex bassiste des Specials, Horace Panter, le claviériste Mickey Billingham et le batteur Andy "Stoker" Growcott, tous deux issus des Dexys Midnight Runners, et le guitariste Mick Jones en rupture avec The Clash,.
Celui-ci quitte cependant la formation pendant l'enregistrement du premier album pour débuter un nouveau projet musical, Big Audio Dynamite. Il est remplacé par Kevin White mais c'est sa guitare que l'on entend sur la plupart des chansons du disque,.
L'album, intitulé ...All the Rage sort en janvier 1984 accompagné par le single General Public. Au Royaume-Uni, l'album n'aura pas les honneurs des charts, tandis que le single ne dépasse pas la 60e place du classement des ventes. Il fait mieux en Nouvelle-Zélande avec une 41e place dans les charts. Aux Pays-Bas, c'est la face B du single, l'instrumental Dishwasher, qui a les faveurs du public grâce à son utilisation comme générique de fin de l'émission radiophonique De Avondspits. Le single est spécialement réédité avec Dishwasher sur la face A et une nouvelle pochette avec la mention Eindtune Avondspits indiquant qu'il s'agit du générique de fin de l'émission. Le morceau se classe à la 38e place du classement des ventes de singles aux Pays-Bas.
Avec le second single, Tenderness, le succès est au rendez-vous aux États-Unis (27e dans le Billboard Hot 100) et au Canada (11e dans le RPM 100),. L'album ...All the Rage est 26e du Billboard 200 américain et 19e au Canada où il est certifié disque d'or,,.
Pour l'enregistrement du deuxième album, Hand to Mouth, les frères Gianni et Mario Minardi remplacent respectivement le guitariste Kevin White et le batteur Andy "Stoker" Growcott. Hand to Mouth, sorti en 1986 remporte nettement moins de succès que son prédécesseur. Les singles Too Much or Nothing et In Conversation ne se démarquent que dans le Hot Dance Club Songs, le classement des titres les plus diffusés en discothèque aux États-Unis.
Le groupe se sépare en 1987, Dave Wakeling et Ranking Roger entament chacun une carrière solo.
En 1994 General Public se reforme autour des deux chanteurs qui s'entourent de Michael Railton aux claviers, du guitariste Randy Jacobs, du bassiste Wayne Lothian, de Thomas White à la batterie et Norman Jones aux percussions. La nouvelle formation enregistre une reprise d'une chanson des Staple Singers, I'll Take You There, spécialement pour la bande originale du film Deux garçons, une fille, trois possibilités. C'est un franc succès en Nouvelle-Zélande où le single atteint la 8e place des ventes, au Canada (7e du RPM 100), et aux États-Unis (22e dans le Billboard Hot 100 et numéro 1 dans le Hot Dance Club Songs),,.
General Public entre en studio pour un nouvel album, Rub It Better. Dan Chase a remplacé Thomas White à la batterie. Randy Jacobs ne fait plus partie du groupe et plusieurs guitaristes sont invités parmi lesquels Mick Jones, Chris Spedding ou Jerry Harrison qui produit également le disque. Commercialisé en avril 1995, l'album passe inaperçu et le groupe se sépare à nouveau peu de temps après,.
Ranking Roger meurt d'un cancer en mars 2019.

## Discographie

### Albums
- 1984 - ...All the Rage
- 1986 - Hand to Mouth
- 1995 - Rub It Better
- 2002 - Classic Masters (compilation)

### Singles
- 1984 - General Public / Dishwasher
- 1984 - Tenderness
- 1985 - Never You Done That
- 1986 - Come Again
- 1986 - Too Much or Nothing
- 1986 - Faults and All
- 1987 - In Conversation
- 1994 - I'll Take You There
- 1995 - Rainy Days
- 1995 - Warm Love